# RBPMS
RBPMS es una proteína que en humanos es codificada por el gen RBPMS que se encuentra en el cromosoma 8. Esta proteína es miembro de una familia de proteínas que se unen a transcripciones de ARN nacientes y que regulan su empalme, localización y estabilidad.